# Wischen ist Macht
Wischen ist Macht ist eine österreichische Fernsehserie. Die Erstausstrahlung erfolgte jeweils in 25-minütigen Doppelfolgen ab dem 27. Jänner 2020 auf ORF 1. Auf Anixe HD Serie wurde die Serie ab dem 18. Oktober 2021 gezeigt.

## Handlung
Michelle Sendracek betreibt eine Reinigungsfirma (Dreck.Weg.Sendracek). Zu ihren Mitarbeitern zählt Fernando Pablo Rigoberto Sanchez de la Luz, ein Wiener Sonnyboy mit argentinischen Wurzeln, der sich für alles außer für das Putzen begeistern kann. Eine weitere Mitarbeiterin ist Mira Petrenko, die angeblich aus einer ukrainischen Oligarchenfamilie stammt, deren Vermögen von Putin eingefroren wurde. Für sie ist der Job eine Übergangslösung. Sie hält Ausschau nach reichen Männern und achtet daher auf ein makelloses Äußeres und trägt immer High Heels.
Valentin „Volte“ Gradischnig ist ein Kärntner Bundesheerveteran, der einst an der burgenländischen Grenze in Mörbisch gedient hat. Er ist ein Putzprofi, der für jedes Schmutzproblem eine Lösung hat. Allerdings schießt er damit oft übers Ziel und Michelle muss den Schaden wieder beheben. Zu Sendraceks Putztrupp gehört auch die intelligente und geheimnisvolle Zoe. Sie hat einige eigentümliche Wesenszüge, ist aber eine wirkliche Stütze für Michelle.
Gemeinsam reinigen sie unter anderem im Museum, im Fußballstadion oder in der Bestattung, aber nicht, ohne davor noch das eine oder andere Chaos verursacht zu haben. Privat muss sich Michelle an ihrer ausgesprochen lebensbejahenden Mutter Gerda abarbeiten, ihrem Ex-Mann Hugo muss sie Unterhalt zahlen.

## Produktion
Die Dreharbeiten fanden von März bis Juni 2019 in Wien statt. Produziert wurde der Film von Gebhardt Productions, beteiligt war der Österreichische Rundfunk.
Regie führten Gerald Liegel und Esther Rauch. Für die Drehbücher zeichnen Regine Anour, Tom Eichtinger, Harald Haller, Peter Hengl, Guntmar Lasnig, Bernd Pfingstmann, Esther Rauch, Marc Schlegel, Fred Schreiber, Samuel Schultschik, Thomas Stipsits und Georg Weissgram verantwortlich.
Gastdarsteller waren:
- Dagmar Kutzenberger: Direktorin (Episode 1)
- Holger Schober: Schulwart Erich (Episode 1)
- Alice Prosser: Gökce (Episode 1 und 9)
- Karin Lischka: Almut Tropper (Ep. 2)
- Daniel Wagner: Oleg (Ep. 2)
- Katharina Straßer: Jennifer Plank (Ep. 3)
- Peter Faerber: Leopold Hübner (Ep. 3)
- Wolfgang Rauh: Luka (Ep. 3)
- Adele Neuhauser: Direktorin Frida Groß-Klein (Ep. 4 & 14)
- Lukas Spisser: Staatssekretär Hruska (Ep. 4)
- Wolfgang Oliver: Georg (Ep. 4)
- Anton Noori: Benno Neuner (Ep. 5 & 11)
- Patrick Seletzky: Gruppeninspektor (Ep. 5 & 11)
- Peter Windhofer: Jörg (Ep. 6)
- Sebastian Pass: Erwin (Ep. 6)
- Wolfram Berger: Johnny (Ep. 7 & 17)
- Eva Maria Marold: Janis (Ep. 7 & 17)
- Doris Hindinger: Pamela (Ep. 7 & 17)
- Helmut Bohatsch: Ginger (Ep. 7), Bertram (Ep. 17)
- David Oberkogler: Inspektor Herbert Muchitsch (Ep. 8)
- Julian Loidl: Markus Oberseer (Ep. 9)
- Lisa-Lena Tritscher: Xenia (Ep. 10 & 15)
- Emanuel Fellmer: Florian (Ep. 10 & 15)
- Ferdinand Seebacher: Karl (Ep. 10 & 15)
- Katharina Haudum: Konstanze (Ep. 11)
- Vladimir Korneev: Alexei (Ep. 12)
- Vitus Wieser: Mann im Keller (Ep. 12)
- Lena Kalisch: Partyleiche (Ep. 12)
- Jakob Seeböck: Christian Bacher (Ep. 13)
- Edi Jäger: Nachbar (Ep. 13)
- Pippa Galli: Aurora (Ep. 14)
- Alexander Pschill: Pierre (Ep. 16)
- Karolina Lodyga: Botschafterin (Ep. 16)
- Dominik Warta: Mike Schuster (Ep. 18)
- Sascha Titel: Chefkoch (Ep. 1)

## Episodenliste
| Nr. (ges.) | Nr. (St.) | Originaltitel                    | Erstausstrahlung Österreich | Regie         | Drehbuch                                        |
| ---------- | --------- | -------------------------------- | --------------------------- | ------------- | ----------------------------------------------- |
| 1          | 1         | Dann geh ich halt in Häfen!      | 27. Jan. 2020               | Gerald Liegel | Peter Hengl, Marc Schlegel                      |
| 2          | 2         | Eine Hand wäscht die andere      | 27. Jan. 2020               | Gerald Liegel | Thomas Stipsits, Georg Weissgram                |
| 3          | 3         | Jausengegner                     | 3. Feb. 2020                | Esther Rauch  | Thomas Stipsits, Georg Weissgram                |
| 4          | 4         | Ready Made                       | 3. Feb. 2020                | Esther Rauch  | Esther Rauch, Fred Schreiber                    |
| 5          | 5         | Veni vidi wischi                 | 17. Feb. 2020               | Esther Rauch  | Harald Haller                                   |
| 6          | 6         | Schmusen ist auch nicht betrügen | 17. Feb. 2020               | Gerald Liegel | Thomas Christian Eichtinger, Samuel Schultschik |
| 7          | 7         | Bombe                            | 24. Feb. 2020               | Gerald Liegel | Guntmar Lasnig, Bernd Pfingstmann               |
| 8          | 8         | Hast du Hobbies?                 | 24. Feb. 2020               | Gerald Liegel | Thomas Stipsits, Georg Weissgram                |
| 9          | 9         | Die Win-Methode                  | 2. März 2020                | Gerald Liegel | Peter Hengl, Marc Schlegel                      |
| 10         | 10        | Fantasie ist Fantasie            | 2. März 2020                | Esther Rauch  | Guntmar Lasnig, Bernd Pfingstmann               |
| 11         | 11        | Ab in den Keller                 | 9. März 2020                | Esther Rauch  | Harald Haller                                   |
| 12         | 12        | Party vorbei                     | 9. März 2020                | Gerald Liegel | Regine Anour                                    |
| 13         | 13        | Gefesselt, gewaschen, geföhnt    | 16. März 2020               | Gerald Liegel | Thomas Christian Eichtinger, Samuel Schultschik |
| 14         | 14        | Kunst ma ned helfen?             | 16. März 2020               | Esther Rauch  | Thomas Christian Eichtinger, Samuel Schultschik |
| 15         | 15        | Muttertag                        | 23. März 2020               | Esther Rauch  | Guntmar Lasnig, Bernd Pfingstmann               |
| 16         | 16        | Alles für den Hugo               | 23. März 2020               | Gerald Liegel | Regine Anour                                    |
| 17         | 17        | Shit Happens                     | 30. März 2020               | Gerald Liegel | Guntmar Lasnig, Bernd Pfingstmann               |
| 18         | 18        | Fußball ist meine Religion       | 30. März 2020               | Esther Rauch  | Thomas Stipsits, Georg Weissgram                |

## Veröffentlichung und Rezeption
Wischen ist Macht lief montags um 21:05 Uhr. Die Erstausstrahlung der ersten Folge am 27. Jänner 2020 im ORF wurde von bis zu 613.000 und durchschnittlich 588.000 Zusehern verfolgt, die zweite Folge wurde von durchschnittlich 480.000 Zuschauern gesehen. Im Schnitt kamen die ersten sechs ausgestrahlten Episoden auf 396.000 Zuseher. Folge sieben erreichte 215.000 Zuseher und Folge acht 191.000. Die letzten beiden Folgen erreichten 278.000 bzw. 216.000 Zuschauer, der Marktanteil betrug sieben bzw. sechs Prozent.
Ursula Strauss erhielt 2020 den Romy als beliebteste Schauspielerin Serie/Reihe.